# Loasa paradoxa
Loasa paradoxa är en brännreveväxtart som beskrevs av Ignatz Urban och Gilg. Loasa paradoxa ingår i släktet Loasa och familjen brännreveväxter. Inga underarter finns listade i Catalogue of Life.